# 완도대교
완도대교(莞島大橋)는 전라남도 완도군 군외면 원동리에 위치한 다리이다. 완도 본섬과 해남군 북평면 사이에 위치한 달도를 잇는 다리이며 길이는 500m이다. 현재 이용하고 있는 다리는 2012년 3월 29일에 국도 제13호선 군외∼남창 도로확장공사가 완공되면서 같이 개통된 것이다.

## 구완도대교
구완도대교는 완도군와 해남군을 이어주는 최초의 교량이다.
당시 금액으로 1억 6천만원을 들여 1962년 4월에 착공해 1969년 2월 1일에 완공되었다. 당시 명칭은 완도교였다. 이 교량은 특이하게 1962년부터 1968년까지 진행된 한강철교 복구 작업에서 철거된 트러스 구조물을 가져와서 건설한 것으로 차도 4.5m, 보도 3.2m로 총 189m에 이르는 한강철교와 비슷한 구조로 가설했다.
이 완도교가 완공됨으로써 완도에서 전라남도 내륙을 연결하는 버스가 운행되기 시작했고, 이후 국도 제13호선의 기점이 완도로 변경되는데도 영향을 미쳤다. 또한 완도군에서 어획한 수산물의 수송이 원활해져 유수의 어획물수산시장으로 발전하게 되게 되었고 완도 주변 도서지역은 모두 완도로 이동하게 되어 수륙교통의 중심지로 발전하는데 큰 역할을 하였다.
그러나 구교는 폭이 4.5m에 불과해 차량 1대가 겨우 통과할 정도였다. 또한 이 완도교를 통한 통행량이 폭증하고 대형 차량의 통행의 필요성이 생겨 1983년 건설부에서 20억 6100만원을 들여 폭 10m, 길이 190m의 새로운 완도교를 착공해 1985년에 완공했다. 이후 이 새로 가설된 완도교를 이용해 차량통행이 주로 이루어졌다.
2012년에 신완도대교가 건설되면서 기존 다리의 존치 문제를 두고 논란이 일었는데 조형물로 보존시 이설비만 35억원, 매년 유지관리비가 3000~4000만원 정도의 예산이 필요한 것으로 나타났다. 완도군이 후손들의 산 교육장으로 활용할 수 있도록 1경간 63m를 군외면 원동리 IC 인근공원으로 옮겨 역사적 조형물로 보존코자 국토해양부, 익산지방국토관리청, 한국전쟁기념재단 등을 수차례에 걸쳐 방문 건의해 왔으나 당국이 국비 지원을 통한 보존에 난색을 표해 결국 철거되고 말았다.

## 신완도대교
신완도대교는 기존 완도대교보다 북쪽 지점에 건설되었으며 국도 제13호선 군외∼남창 구간을 확장공사하면서 건설한 다리이다. 2012년 3월 29일에 완공되어 개통했으며 이 다리는 1주탑 2면식 비대칭 사장교 형식으로 건설되었다. 통일신라시대 ‘해상왕’ 장보고의 진취적 기상을 상징하는 무역선과 투구를 형상화해 만들어졌다. 기존 완도대교와 달리 왕복 4차로로 건설되어 늘어난 통행량을 감당할 수 있게 되어 완도군에서 해남군까지 이동 소요시간이 기존 50분에서 30분 수준으로 단축되었다.

## 같이 보기
- 한강철교